# Заречный (муниципальный округ)
Муниципальный округ Заре́чный — муниципальное образование в Свердловской области России. Относится к Южному управленческому округу. Административный центр — город Заречный.
Официальное полное наименование муниципального образования — муниципальный округ Заречный Свердловской области.
С точки зрения административно-территориального устройства области, муниципальный округ Заречный находится в границах административно-территориальной единицы города Заречного, соответствующей категории города областного подчинения.

## География
Муниципальный округ Заречный расположен в южной части Свердловской области, к востоку от города Екатеринбурга. Площадь муниципального округа — 299,27 км², что составляет приблизительно 0,154% от общей площади области.
С физико-географической точки зрения, муниципальный округ Заречный находится на восточном склоне Среднего Урала, в зоне перехода от горно-холмистого рельефа к равнинному. На западе округа расположена гора Хрустальная Горка. С севера-северо-запада на юг-юго-восток через муниципальный округ протекает река Пышма, на которой создано Белоярское водохранилище, крупнейшее по площади во всей области. Бо́льшая часть зеркала водохранилища находится в границах муниципального округа Заречный. Река Пышма и Белоярское водохранилище фактически делят округ на западную (правобережную) и восточную (левобережную) части. Окружной центр — город Заречный — расположен на левом берегу. В северной части города находится Белоярская АЭС. Западная (правобережная) часть муниципального округа занята лесом и болотами, среди которых выделяются: Ельник, Черемшанское, Чёрное. Водохранилище имеет множество заливов: Косулинский, Гороховое Поле, Ржавчик, Чёрный, Щучий, Черемшанка, Голубой, Тёплый, Второй и Первый, часть из которых образуется в устье мелких рек, впадавших ранее в Пышму.
Через муниципальный округ Заречный также протекают реки:
- Камышенка — правый приток Пышмы, протекающий преимущественно в восточном направлении;
- Гагарка — правый приток Камышенки;
- Курманка — небольшой ручей, правый приток Камышенки;
- Мезенка — правый приток Пышмы, протекающий преимущественно в северном направлении;
- Черемшанка — едва заметный праввй приток Пышмы, впадающий в Белоярское водохранилище на западе округа;
- Ольховка — левый приток Пышмы, начинающийся на востоке округа и впадающий в неё за пределами округа;
- Каменка — левый приток Пышмы, исток и устье которого находятся за пределами округа и который протекает с запада на восток на севере округа.

В южной части муниципального округа Заречный пролегают вытянутые с запада на восток участки автодороги Екатеринбург — Тюмень (часть федеральной автодороги М12 «Восток») и объездной дороги вокруг посёлка Белоярского. Здесь же проходит железнодорожная ветка Екатеринбург — Тюмень (часть Транссибирской магистрали), на которой в границах округа расположены остановочный пункт Курманка и станция Мезенский. Вблизи автомобильных и железной дорог находятся сельские населённые пункты муниципального округа: село Мезенское, деревни Боярка, Гагарка и Курманка.
Через муниципальный округ Заречный пролегает небольшой участок тупиковой железнодорожной ветки Баженово — Асбест, которая является ответвлением от Транссиба. В границах муниципального округа на ветке расположена станция Муранитный.
Муниципальный округ Заречный, которому территориально соответствует административно-территориальная единица город Заречный, граничит:
- на севере, востоке и юге — с Белоярским муниципальным округом, который образован на бо́льшей части Белоярского района,
- на западе — с городским округом Верхнее Дуброво, который образован на меньшей части Белоярского района, и Берёзовский муниципальным округом, которому соответствует административно-территориальная единица город Берёзовский.

## История
В 1992 году рабочий посёлок Заречный был наделён статусом города областного подчинения и выведен из состава Белоярского района. Мезенский сельсовет также был выведен из состава района и передан в подчинение Заречного (Указ ПВС РФ от 07.09.1992 г.).
14 апреля 1996 года по результатам местного референдума образовано муниципальное образование город Заречный. 11 ноября того же года муниципальное образование было утверждено в областном реестре.
27 ноября 2001 года был упразднён посёлок Мезенский Мезенского сельсовета.
21 июля 2004 года муниципальное образование город Заречный получило статус городского округа.
1 января 2006 года муниципальное образование город Заречный было переименовано в городской округ Заречный.
1 января 2025 года городской округ Заречный был преобразован в муниципальный округ.

## Население
| 2002    | 2009    | 2010    | 2011    | 2012    | 2013    | 2014    |
| ------- | ------- | ------- | ------- | ------- | ------- | ------- |
| 30 569  | ↘30 415 | ↘29 765 | ↗29 775 | ↗30 004 | ↗30 379 | ↗30 794 |
| 2015    | 2016    | 2017    | 2018    | 2019    | 2020    | 2021    |
| ↗31 155 | ↗31 185 | ↗31 207 | ↘31 182 | ↗31 269 | →31 269 | ↗31 509 |
| 2023    |         |         |         |         |         |         |
| ↗31 833 |         |         |         |         |         |         |

## Населённые пункты, административно-территориальное устройство
В город Заречный как административно-территориальную единицу и муниципальный округ Заречный входят 5 населённых пунктов: сам город и сельские населённые пункты, которые на уровне административно-территориального устройства до 1 октября 2017 года образовывали сельсовет.

### Административно-территориальное устройство до 1.10.2017
| № | ТЕ / АТЕ            | Состав                                            | Упразднённые после 1991 н.п. |
| - | ------------------- | ------------------------------------------------- | ---------------------------- |
| 1 | город Заречный      | Заречный                                          |                              |
| 2 | Мезенский сельсовет | село Мезенское, деревни Боярка, Гагарка, Курманка | посёлок Мезенский            |

### Населённые пункты
| № | Населённый пункт | Тип               | Население |
| - | ---------------- | ----------------- | --------- |
| 1 | Боярка           | деревня           | ↗222      |
| 2 | Гагарка          | деревня           | ↗391      |
| 3 | Заречный         | город, адм. центр | ↗28 517   |
| 4 | Курманка         | деревня           | ↘875      |
| 5 | Мезенское        | село              | ↗1457     |